# Anaspis inderiensis
Anaspis inderiensis es una especie de coleóptero de la familia Scraptiidae.

## Distribución geográfica
Habita en Kazajistán.